# XMP
 Extensible Metadata Platform  o  XMP  o Plataforma extensible de Metadades és un tipus de llenguatge especificat extensible de marcatge (extensible Markup Language) usat en els fitxers PDF (Portable Document Format - Format de Document Portable), fotografia i en aplicacions de retoc fotogràfic. Va ser introduït en un principi per Adobe System l'abril del 2001 com a part de la versió 5.0 del producte Adobe Acrobat.

## Contingut
XMP defineix un model de metadades que pot ser usat amb qualsevol conjunt definit d'ítems (articles) de metadades. XMP també defineix un esquema particular per propietats bàsiques útils per a registrar (gravar) la història d'un recurs a través de múltiples passos en el seu processament, des que es fa una fotografia, s'escanejar o d'un text d'autor, a través de passos en l'edició de la foto (com retallar una imatge) o encaix dins d'una imatge acabada. XMP permet a cada programa o dispositiu afegir la seva pròpia informació al recurs digital, de manera que pot quedar incorporada al fitxer final.
XMP registra o grava metadades en una sintaxi formada per un subconjunt de W3C, que està escrita en XML.
Les etiquetes més comunes de metadades gravades en XMP són aquelles provinents del Dublin Core Metadata Initiative, les quals inclouen coses com title (títol), description (descripció), creator (creador), etc. L'estàndard és, com el seu nom ho indica, dissenyat per ser estès, permetent als usuaris incorporar els seus propis tipus de metadades personalitzats dins de les dades de XMP. Desafortunadament, com amb el XML generalment no permet tipus de dades binaris dins d'aquest, això significa que XMP no pot manejar coses com imatges miniatura (thumbnail) (a menys que estigui codificat en Base64).
XMP pot ser usat en PDF si altres fomat gràfics com JPEG, JPEG 2000, GIF, PNG, HTML, TIFF, Adobe Illustrator, PSD, PostScript, i PostScript encapsulat. En una típica edició en un fitxer JPEG, la informació XMP és típicament inclosa juntament amb la informació Exif i IPTC
En els documents PDF, XMP no només pot ser usat per a descriure tot el document, sinó que també pot ser adjuntat a parts del document, com ara pàgines d'imatges incloses i d'etiquetes que defineixen les divisions estructurals d'aquest. Aquesta arquitectura permet conservar els drets d'autor i la llicència de la informació sobre les imatges incloses en un document publicat, també permet que els documents creats a partir de diversos documents més petits, conservin les metadades originals associats a les peces.
El 21 de juny de 2004, Adobe va anunciar la seva col·laboració amb el IPTC. El juliol de 2004, un grup de treball liderat per Gunar Penikisde Adobe Systems i Michael Steidl d'IPTC es van unir i van reclutar voluntaris d'AFP (Agence France-Presse), Associated Press, ControlledVocabulary.com, IDEAlliance, Mainichi Shimbun, Reuters i altres per desenvolupar el nou esquema.
L'especificació "IPTC Core Schema for XMP" versió 1.0 va ser llançada el 21 de març de 2005. Un conjunt personalitzat de panells per a Adobe Photoshop CS, poden ser descarregats des del IPTC. El paquet inclou la guia d'usuari amb exemples de fotos amb informació XMP afegida, l'especificació de document i una guia d'implementació per a desenvolupadors. La "User's Guide to the IPTC Core" mostra en detall sobre com cada un dels camps es han d'usar i està també disponible com PDF (vegeu l'enllaç més avall). La següent versió d'Adobe Creative Suite (CS2) inclou aquests panells personalitzats.

## Llicència
El model de dades XMP, format de serialització i propietats bàsiques és publicat per l'Organització Internacional per a la Normalització com a norma ISO 16684-1: 2012 Adobe té una marca registrada sobre XMP i reté el control sobre l'especificació. A partir de novembre de 2016, Adobe continua distribuint aquests documents sota la Llicència de patent pública de la Especificació XMP.

## Tipus de fitxers on es fa servir
- TIFF - Tag 700
- JPEG - Application segment 1 (0xFFE1) with segment header
- JPEG 2000 - 'uuid' atom with UID of 0xBE7ACFCB97A942E89C71999491E3AFAC